# تپه سعدآباد
تپه سعدآباد مربوط به هزاره اول قبل از میلاد و دوران‌های تاریخی پس از اسلام است و در شهرستان گرگان، روستای سعد آباد واقع شده و این اثر در تاریخ ۲۳ فروردین ۱۳۴۶ با شمارهٔ ثبت ۷۳۹ به‌عنوان یکی از آثار ملی ایران به ثبت رسیده است.